# Николо Барела
Николо Барела (итал. Nicolò Barella; Каљари, 7. фебруар 1997), италијански фудбалер. Игра на средини терена. Тренутно наступа за Интер из Милана као и за репрезентацију Италије.
Каријеру је изградио у родном Каљарију у којем је и професионално дебитовао. Прешао је у Интер 2019. године с којим је био два пута првак Серије А (2020/21. и 2023/24), те освојио два купа Италије (2021/22. и 2022/23) и три суперкупа Италије (2021, 2022. и 2023). Играо је и финале Лиге шампиона (2022/23). и  финале Лиге Европе  (2019/20).
Од 2018. игра у италијанској репрезентацији с којом је освојио Европско првенство 2020.

## Клупска каријера

### Каљари
Барела је прошао млађе категорије Каљарија, а деби у Серији А имао је против Парме (4 : 0), 4. маја 2015, када је заменио Дијега Фаријаса у 68. минуту.
Јануара 2016, прослеђен је на позајмицу у Комо из Серије Б. Редовно је играо за тај клуб током другог дела сезоне.
Дана 17. септембра 2017, постигао је први сениорски гол и то против СПАЛ-а у победи од 2 : 0.

### Интер Милано
Дана 12. јула 2019, Барела је потписао за Интер чиме је потврђена једногодишња позајмица. Уговор је потписан на пет година, с обавезним правом откупа.
Деби за Неразуре имао је 26. августа против Лечеа; у игру је ушао с клупе уместо Матијаса Весина и касније је асистирао Антонију Кандреви који је потврдио победу од 4 : 0 у уводној утакмици Серије А 2019/20.
Деби у Лиги шампиона имао је 17. септембра против Славије из Прага; заменио је Марцела Брозовића и дао је гол у последњим минутима утакмице и тако осигурао реми (1 : 1). То је био његов први погодак како за Интер тако и у такмичењу.

## Каријера у репрезентацији
Барела је прошао више омладинских селекција Италије. С њима је учествовао на више значајних шампионата и био је један од кључнијих играча. С репрезентацијом Италије до 19 година, учествовао је на Европском првенству за младе 2016. на ком је Италија завршила на другом месту.
Барела је први пут позван у сениорску селекцију Азура за утакмице против Македоније и Албаније у квалификацијама за Светско првенство 2018. Међутим, деби за први тим имао је тек 10. октобра 2018. и то на пријатељској утакмици против Украјине (1 : 1). Дана 23. марта 2019, постигао је гол у победи од  2 : 0 над Финском у мечу квалификација за Европско првенство 2020. То је уједно био и његов први гол за сениорски тим.
Са репрезентацијом је освојио Европско првенство 2020.

## Статистика

### У клубовима
Ажурирано 8. априла 2025.
| Клуб                 | Сезона               | Првенство            | Првенство | Првенство | Куп     | Куп    | Европа  | Европа | Остало  | Остало | Укупно  | Укупно |
| Клуб                 | Сезона               | Лига                 | Наступи   | Голови    | Наступи | Голови | Наступи | Голови | Наступи | Голови | Наступи | Голови |
| -------------------- | -------------------- | -------------------- | --------- | --------- | ------- | ------ | ------- | ------ | ------- | ------ | ------- | ------ |
| Каљари               | 2014/15.             | Серија А             | 3         | 0         | 1       | 0      | —       | —      | —       | —      | 4       | 0      |
| Каљари               | 2015/16.             | Серија Б             | 5         | 0         | 0       | 0      | —       | —      | —       | —      | 5       | 0      |
| Каљари               | 2016/17.             | Серија А             | 28        | 0         | 2       | 0      | —       | —      | —       | —      | 30      | 0      |
| Каљари               | 2017/18.             | Серија А             | 34        | 6         | 1       | 0      | —       | —      | —       | —      | 35      | 6      |
| Каљари               | 2018/19.             | Серија А             | 35        | 1         | 3       | 0      | —       | —      | —       | —      | 38      | 1      |
| Каљари               | Укупно               | Укупно               | 105       | 7         | 7       | 0      | —       | —      | —       | —      | 112     | 7      |
| Комо (позајмица)     | 2015/16.             | Серија Б             | 16        | 0         | 0       | 0      | —       | —      | —       | —      | 16      | 0      |
| Интер (позајмица)    | 2019/20.             | Серија А             | 27        | 1         | 4       | 1      | 10      | 2      | —       | —      | 41      | 4      |
| Интер                | 2020/21.             | Серија А             | 36        | 3         | 4       | 0      | 6       | 0      | —       | —      | 46      | 3      |
| Интер                | 2021/22.             | Серија А             | 36        | 3         | 5       | 1      | 6       | 0      | 1       | 0      | 48      | 4      |
| Интер                | 2022/23.             | Серија А             | 35        | 6         | 4       | 0      | 12      | 3      | 1       | 0      | 52      | 9      |
| Интер                | 2023/24.             | Серија А             | 37        | 2         | 1       | 0      | 8       | 0      | 2       | 0      | 48      | 2      |
| Интер                | 2024/25.             | Серија А             | 28        | 3         | 2       | 0      | 9       | 0      | 2       | 0      | 41      | 3      |
| Укупно               | Укупно               | Укупно               | 199       | 18        | 20      | 2      | 51      | 5      | 6       | 0      | 276     | 25     |
| Свеукупно у каријери | Свеукупно у каријери | Свеукупно у каријери | 320       | 25        | 27      | 2      | 51      | 5      | 6       | 0      | 404     | 32     |

1. ↑  Четири наступа и један гол у Лиги шампиона, шест наступа и један гол у Лиги Европе.
2. ↑  Наступи у Лиги шампиона.
3. ↑  Наступи у Лиги шампиона.
4. ↑  Наступи у Лиги шампиона.
5. ↑  Наступи у Лиги шампиона.
6. ↑  Наступи у Лиги шампиона.

### У репрезентацији
Ажурирано 23. марта 2025.
| Година | Наступи | Голови |
| ------ | ------- | ------ |
| 2018.  | 4       | 0      |
| 2019.  | 8       | 3      |
| 2020.  | 6       | 1      |
| 2021.  | 17      | 3      |
| 2022.  | 7       | 1      |
| 2023.  | 9       | 0      |
| 2024.  | 8       | 2      |
| 2025.  | 2       | 0      |
| Укупно | 61      | 10     |

Голови Италије су наведени на првом месту. Колона „гол” означава резултат на утакмици након Бареловог гола.
| Број | Датум              | Стадион                                 | Наступ | Противник | Гол   | Резултат | Такмичење                                 |
| ---- | ------------------ | --------------------------------------- | ------ | --------- | ----- | -------- | ----------------------------------------- |
| 1    | 23. март 2019.     | Стадион Фријули, Удине, Италија         | 5      | Финска    | 1 : 0 | 2 : 0    | Квалификације за Европско првенство 2020. |
| 2    | 8. јун 2019.       | Олимпијски стадион, Атина, Грчка        | 6      | Грчка     | 1 : 0 | 3 : 0    | Квалификације за Европско првенство 2020. |
| 3    | 18. новембар 2019. | Стадион Ренцо Барбера, Палермо, Италија | 12     | Јерменија | 3 : 0 | 9 : 1    | Квалификације за Европско првенство 2020. |
| 4    | 7. септембар 2020. | Арена Јохан Кројф, Амстердам, Холандија | 14     | Холандија | 1 : 0 | 1 : 0    | Лига нација 2020/21.                      |
| 5    | 4. јун 2021.       | Стадион Ренато Дал’Ара, Болоња, Италија | 23     | Чешка     | 2 : 0 | 4 : 0    | Пријатељска утакмица                      |
| 6    | 2. јул 2021.       | Алијанц арена, Минхен, Немачка          | 27     | Белгија   | 1 : 0 | 2 : 1    | Европско првенство 2020.                  |
| 7    | 10. октобар 2021.  | Стадион Јувентус, Торино, Италија       | 33     | Белгија   | 1 : 0 | 2 : 1    | УЕФА Лига нација 2021. - за треће место   |
| 8    | 7. јун 2022.       | Стадион Дино Мануци, Чезена, Италија    | 38     | Мађарска  | 1 : 0 | 2 : 1    | УЕФА Лига нација 2022/23. - група А       |
| 9    | 24. март 2024.     | Стадион Ред бул арена, Харисон, САД     | 53     | Еквадор   | 2 : 0 | 2 : 0    | Пријатељска утакмица                      |
| 10   | 15. јун 2024.      | Стадион Вестфален, Дортмунд, Немачка    | 54     | Албанија  | 2 : 1 | 2 : 1    | Европско првенство 2024.                  |

## Успеси

### Клупски
Интер
- Серија А (2) : 2020/21[15], 2023/24.
- Куп Италије (2) : 2021/22, 2022/23.
- Суперкуп Италије (3) : 2021, 2022, 2023.
- Финалиста Лиге Европе (1) : 2019/20.[1]
- Финалиста Лиге шампиона (1) : 2022/23.

### Репрезентативни
Италија до 19
- Финалиста Европског првенства до 19 година (1) : 2016.[16]

Италија до 20
- Треће место на Светском првенство до 20 година (1) : 2017.[17]

Италија
- Европско првенство (1) : 2020.
- Треће место у Лиги нација (2) : 2020/21, 2022/23.

### Појединачни
- Номинован за награду Златна лопта (2) : 2021, 2023.
- Награда Ђакомо Булгарели (1) : 2019/20.[18]
- Идеални тим године у Серији А (5) : 2018/19,[19] 2019/20,[20] 2020/21, 2021/22, 2022/23.
- Идеални тим године у Лиги Европе (1) : 2019/20.[21]
- Најбољи везњак у Серији А (2) : 2020/21,[22] 2022/23.
- Идеални тим сезоне у Серији А (1) : 2022/23.
- Награда Газета спорт Подвиг године (1) : 2021.
- Награда Ђаузепе Приско (1) : 2022.